# Jennifer Kessy
Pour les articles homonymes, voir Kessy.
Jennifer Anne Kessy, née le 31 juillet 1977 à San Clemente, est une joueuse de beach-volley américaine.

## Biographie
Lors des Championnats du monde de beach-volley 2009 disputés du 26 juin au 5 juillet 2009 à Stavanger, en Norvège, April Ross et Jennifer Kessy deviennent Championnes du Monde.

## Palmarès
- Jeux olympiques
  -  Médaille d'argent en 2012 à Londres avec April Ross

- Championnats du monde de beach-volley
  -  Médaille d'or en 2009 à Stavanger avec April Ross